# Maria Fernanda Rodriguez
Maria Fernanda Rodriguez Gomez, född 23 juni 1997, är en volleybollspelare (vänsterspiker). Hon spelar med Mexikos landslag.
Rodriguez har på klubbnivå spelat med olika klubbar och universitetslag i Mexiko samt med Sporting CP i Portugal. Med landslaget var hon med och tog silver vid Panamerikanska cupen 2021.